# Vladimir Kos
Vladimir Kos, slovenski rimskokatoliški duhovnik, jezuit, misijonar, pesnik in filozof, * 2. junij 1924, Murska Sobota, † 18. julij 2022, Tokio, Japonska.
Kos je študiral teologijo v Ljubljani in Rimu, kjer je leta 1953 doktoriral. Po končanem študiju je stopil v jezuitski red in leta 1956 odšel v Tokio kot misijonar.  Deloval je kot profesor filozofije in ruščine ter karitativno pomagal ubogim in revnim. Njegova poezija v slovenskem in japonskem jeziku je verske in domoljubne narave. Izdal je več pesniških zbirk; mdr. je leta 2014 dobil nagrado Prešernovega sklada (za zbirki Pesmi z japonskih otokov in Ob rahlo tresoči se tokijski harfi). Leta 1994 je ob 80-letnici prejel Zlati red za zasluge Republike Slovenije »za književni opus, prispevek k slovenski kulturi in jeziku v svetu ter človekoljubna dejanja«.

## Življenje
Vladimir Kos se je rodil leta 1924 v Murski Soboti, kjer je preživel svojo zgodnjo mladost. Osnovno šolo in klasično gimnazijo je do 5. razreda končal v Mariboru in že kot nižji gimnazijec pisal prve pesmi, ki jih je objavljal v ljubljanskem dnevniku Jutri in dnevniku Mariborske klasične gimnazije Večernik. Gimnazijsko šolanje je prekinila druga svetovna vojna. Nemci so očeta obsodili na smrt, vendar je očetov prijatelj, Nemec po rodu, interveniral, da so družino odpeljali v Srbijo. Vladimir je pobegnil v Ljubljano, ker je želel končati gimnazijo. Tam je imel sorodnike, pri katerih se je naselil. Nekateri izmed njih so bili globoko v OF, vendar ga niso izdali, kljub temu da se ni strinjal z njimi, ampak so mu pomagali. Eden izmed njegovih sorodnikov je bil znan slikar Ivan Kos. Leta 1942 so ga med šolanjem ga fašisti aretirali in ga z nekaterimi drugimi dijaki odpeljali v taborišče Gonars. Iz taborišča je bil izpuščen kot po čudežu. Po desetih mesecih se je vrnil v Ljubljano, kjer je v treh mesecih končal klasično gimnazijo, nato se je vpisal v Ljubljansko bogoslovje.  V vojnih razmerah, ko je živel v Ljubljani osamljeno življenje in ni imel nobenih vesti o domačih, ki so bili pregnani v Srbijo, se je potegnil vase in se pripravljal na novo vlogo, ki naj bi jo kot duhovnik opravljal med ljudmi. »Spremenjene okoliščine in osebnostno stanje niso zavrle njegovega literarnega ustvarjanja, vsekakor pa so vsebinsko vplivale na njegovo poezijo.« 
Jeseni leta 1944 je bil mobiliziran v domobranstvo. V protikomunistični boj je šel zavestno, saj je bil prepričan, da Katoliški Cerkvi na Slovenskem preti huda nevarnost. Marca leta 1945 ga je aretiral gestapo in ga določil za Dachau, vendar ga je pred taboriščem in iz zaporov na ljubljanskem gradu rešila Rupnikova intervencija. Medtem je objavljal pesmi in med njimi je bila tudi pesem Tokio išče srečo. Maja 1945 se je z domobranskimi oddelki umaknil na Koroško v Vetrinje. Hude usode Teharij ali Kočevskega Roga ga je rešilo naključje. Ob nekem obisku Celovca je na tamkajšnjem nadškofijskem ordinariatu dobil civilno obleko in kolo ter se odpravil proti taliji. Ko je bežal, so ga zajeli Angleži in ga zato, ker ni imel dokumentov, obsodili na pol leta pogojno in ga poslali v taborišče Peggez pri Lienzu. Tu je pod šifro RE-0 izšla njegova prva zbirka Marija z nami je odšla na tuje. Uspelo mu je prebegniti v Italijo, kjer je nadaljeval študij v Rimu. Pri tem mu je pomagal škof Anton Vovk. V germaniku je bival in študiral osem let, kjer je napisal doktorat iz filozofije. Naslednje leto je v taborišču Peggez pod enako šifro izšla druga zbirka z naslovom Deževni dnevi. 
Leta 1950 je začel sodelovati z argentinskimi zdomskimi publikacijami. Po koncu študija leta 1952 je vstopil k jezuitom. V tem času je njihov jezuitski general prosil za prostovoljce, ki bi mogli oditi na Japonsko, ki se je po vojni odpirala krščanstvu. Prosil je za misijonarsko službo na Japonskem, saj je ustrezal pogojema: da ima dobro telesno in fizično kondicijo ter talent za jezike. Takole se spominja: »Ne spominjam se več, kdaj sem začel resno razmišljati o misijonih, le to vem, da me ustaljene razmere, na primer v Evropi in ZDA, niso privlačile.«  V letih 1952–1956 se je na Irskem v noviciatu pripravljal na misijon. V pismu Francetu Piberniku je leta 1996 zapisal: »Po medvojnem trpljenju v Sloveniji (vštevši internacijo v Gonarsu in nacistično ječo v Ljubljani) pa po napornem študiju v Rimu sem v čudovito lepi in mirni irski deželi lahko zadihal novo življenje. Kolikor se spominjam, je knjižnica našega irskega noviciata imela precej angleških knjig, kjer sem se srečeval z Eliotom in Spencerjem in drugimi.«  To je bilo zanj obdobje branja modernih evropskih pesnikov ter živahnih kulturnih stikov z Buenos Airesom. 
Leta 1955 je bil sprejet v članstvo argentinske Slovenske kulturne akcije, hkrati pa je izšla zbirka Križev pot prosečih. Ker je bil begunec brez državljanstva, je vizo za vstop na Japonsko dobil s posredovanjem papeža Pija XII. V Tokiu je svoje delovanje začel v revnem predmestju z ljudmi na družbenem dnu. Iz neposredne bližine je spoznaval primarni japonski svet, ob tem pa tudi socialno nižino v želji, da bi se lahko približal ljudem. Zato je živel sredi njihove revščine, z njimi delil vse slabo, predvsem pa jim je želel pomagati. Istočasno je na Univerzi Sophia v Tokiu predaval teologijo in filozofijo (v angleščini) ter poučeval angleščino in nemščino. Nekaj let pozneje (1960) je v Tokiu kot samozaložnik izdal zbirko pesmi Dober večer, Tokio. Tri zbirke (Ljubezen in smrt. In še nekaj (1971), Spev o naši gori (1981), Tisoč in dva verza z japonskih otokov (1991) je objavil v Buenos Airesu. Imel je redne in tople odnose z Zorkom Simčičem. Njuna literarna pisma so bila prava moderna pesniška šola, ki je bila za Kosa bistvenega pomena. Glede inkulturacije na Japonskem je pravil, da je inkulturacija je »za nas jezuite vedno nekaj povsem samoumevnega in o njej niti ne govorimo – če si misijonar, moraš postati popolnoma njihov. Vsekakor pa do neke mere vedno ostaneš tujec, saj določena pregrada vedno ostane.«   Leta 1995 je prvič obiskal domovino. To leto se je moral po japonskih zakonih upokojiti, od japonskih oblasti je dobil vizum re-entry in se po 50-letni odsotnosti vrnil v Slovenijo. Med obiskom je opravil številne pogovore za različne slovenske publikacije (Družina, Ognjišče, Slovenec, Slovenski jezuiti), na TVS je bil objavljen pogovor, ki ga je s Kosom pripravila Blanka Dobršek. V Ljubljani se je srečal s prijateljem Zorkom Simčičem. 
Leta 1996 je bil vključen v novi leksikon Cankarjeve založbe Slovenska književnost. 
Umrl je 18. julija 2022 na Japonskem.

## Izdana dela
- Marija z nami na tuje gre izšla v Lienzu (1945)
- Deževni dnevi zbirka je izšla v Lienzu (1945)
- Dober večer Tokio zbirka je izšla v Tokiu (1960)
- Križev pot prosečih zbirka je izšla v Buenos Airesu (1955)
- Ljubezen in smrt zbirka je izšla v Buenos Airesu (1971)
- Spev o naši gori zbirka je izšla v Buenos Airesu (1978)
- Tisoč in dva verza zbirka je izšla v Buenos Airesu (1991)
- Cvet ki je rekel Nagasaki zbirka je izšla v Sloveniji (1995)
- O, svetloba, voda, zrak zbirka je izšla v Sloveniji (1999)
- Eseji z japonskih otokov eseji so izšli v Sloveniji (1997)
- Med novim nebesom in staro zemljo zbirka je izšla v Sloveniji pri založbi Stopinje (2003)
- Lepa Ančka iz Prekmurja zbirka je izšla v Sloveniji pri založbi Stopinje (2004)
- O nebesih pel bom zbirka je izšla v Sloveniji pri založbi Stopinje (2006)
- Gora Fudži, čuješ serenado? zbirka je izšla v Sloveniji pri založbi Dravlje (leta 2008)
- Rapsodija svetlobe zbirka je izšla v Sloveniji pri založbi Dravlje (leta 2010)
- Pesmi z japonskih otokov  (2012)
- Ob rahlo tresoči se tokijski harfi (2012)
- Kot sonca zlat zaton (izbor, 2018)